# 양적변수
양적 변수의 값은 일반적으로 카운트 또는 측정값을 나타내는 숫자이다. 즉, 측정 값 중 가격, 나이 등과 같이 수치화 할 수 있는 변수를 말한다.